# Список Героев Советского Союза (Яблочкин — Ящук)
В настоящем списке представлены в алфавитном порядке все Герои Советского Союза, чьи фамилии начинаются с буквы «Я» (всего 123 человека, из них один удостоен звания дважды). Список содержит даты Указов Президиума Верховного Совета СССР о присвоении звания, информацию о роде войск, должности и воинском звании Героев на дату представления к присвоению звания Героя Советского Союза, годах их жизни.
Ударения в фамилиях Героев приведены по книге «Герои Советского Союза: Краткий биографический словарь / Пред. ред. коллегии И. Н. Шкадов. — М.: Воениздат, 1988. — Т. 2 /Любов — Ящук/. — 863 с. — 100 000 экз. — ISBN 5-203-00536-2.».
- Персиковым цветом  в таблице выделены Герои, удостоенные звания дважды и более раз.
- Серым цветом  в таблице выделены Герои, представленные к званию посмертно.

| № п/п | Фамилия Имя Отчество                                                                         | Дата Указа            | Род войск    | Должность | Звание                    | Годы жизни              | БС ГС НЛ                        |
| ----- | -------------------------------------------------------------------------------------------- | --------------------- | ------------ | --- | ------------------------- | ----------------------- | ------------------------------- |
| 1     | Я́блочкин Дмитрий Михайлович                                                                  | 04.06.1944            | инженер      | командир отделения 10-го гвардейского отдельного батальона минёров 5-й отдельной инженерной бригады специального назначения Калининского фронта                                                                                                   | гвардии старший сержант   | 15.05.1910 — 16.10.1982 | [ БС 1 ] [ ГС 1 ] [ НЛ 1 ]      |
| 2     | Я́боров Иван Петрович                                                                         | 24.03.1945            | комиссар     | заместитель по политической части командира моторизованного батальона автоматчиков 3-й гвардейской танковой бригады 3-го гвардейского танкового корпуса 5-й гвардейской танковой армии 3-го Белорусского фронта                                   | гвардии майор             | 25.09.1910 — 09.07.1944 | [ БС 1 ] [ ГС 2 ] [ НЛ 2 ]      |
| 3     | Явенко́в Евгений Герасимович                                                                  | 20.12.1943            | пехота       | командир отделения взвода пешей разведки 267-го гвардейского стрелкового полка 89-й гвардейской стрелковой дивизии 37-й армии Степного фронта | гвардии сержант           | 28.09.1921 — 14.06.1993 | [ БС 2 ] [ ГС 3 ] [ НЛ 3 ]      |
| 4     | Явру́мов Владимир Акопович арм. Յավրումով Վլադիմիր                                            | 27.06.1945            | десантники   | командир роты 28-го гвардейского воздушно-десантного стрелкового полка 9-й гвардейской воздушно-десантной дивизии 5-й гвардейской армии 1-го Украинского фронта                                                                                   | гвардии старший лейтенант | 11.08.1922 — 12.01.1945 | [ БС 2 ] [ ГС 4 ] [ НЛ 4 ]      |
| 5     | Ягли́нский Михаил Васильевич укр. Яглинський Михайло Васильович                               | 24.03.1945            | пехота       | командир взвода 110-й отдельной разведывательной роты 158-й стрелковой дивизии 4-й ударной армии 1-го Прибалтийского фронта | старший сержант           | 22.09.1922 — 28.12.1978 | [ БС 2 ] [ ГС 5 ] [ НЛ 5 ]      |
| 6     | Ягу́дин Керим Мусякович тат. Яһүдин Кәрим                                                     | 25.10.1938            | пехота       | пулемётчик 119-го стрелкового полка 40-й стрелковой дивизии 39-го стрелкового корпуса | красноармеец              | 05.05.1915 — 20.08.1944 | ——                              |
| 7     | Язо́вских Иван Семёнович                                                                      | 13.09.1944            | пехота       | командир отделения роты противотанковых ружей 350-го отдельного истребительного противотанкового дивизиона 294-й стрелковой дивизии 52-й армии 2-го Украинского фронта                                                                            | старший сержант           | 01.09.1923 — 14.12.1979 | [ БС 2 ] [ ГС 7 ] [ НЛ 6 ]      |
| 8     | Языджа́н Давид Мисакович арм. Յազիջյան Դավիթ                                                  | 31.05.1945            | танкист      | командир танка-тральщика 92-го инженерно-танкового полка 5-й ударной армии 1-го Белорусского фронта | младший лейтенант         | 15.05.1915 — 23.07.1988 | [ БС 2 ] [ ГС 8 ] [ НЛ 7 ]      |
| 9     | Яки́бов Урумбек узб. Yakibov Urumbek                                                          | 22.02.1944            | пехота       | командир расчёта миномётной роты 248-го стрелкового полка 31-й стрелковой дивизии 46-й армии Степного фронта | сержант                   | 10.05.1917 — 08.03.1989 | [ БС 2 ] [ ГС 9 ] [ НЛ 8 ]      |
| 10    | Якиме́нко Антон Дмитриевич укр. Якименко Антін Дмитрович                                      | 29.08.1939            | авиация      | флаг-штурман 2-й эскадрильи 22-го истребительного авиационного полка 1-й армейской группы | лейтенант                 | 05.12.1913 — 06.12.2006 | ——                              |
| 11    | Якиме́нко Иван Родионович укр. Якименко Іван Родіонович                                       | 24.03.1945            | пехота       | заместитель по строевой части командира батальона 305-го гвардейского стрелкового полка 108-й гвардейской стрелковой дивизии 46-й армии 2-го Украинского фронта                                                                                   | гвардии капитан           | 13.03.1903 — 07.09.1971 | [ БС 3 ] [ ГС 11 ] [ НЛ 9 ]     |
| 12    | Якиме́нко Иван Семёнович укр. Якименко Іван Семенович                                         | 19.04.1945            | пехота       | командир пулемётного расчёта 261-го гвардейского стрелкового полка 87-й гвардейской стрелковой дивизии 43-й армии 3-го Белорусского фронта | гвардии сержант           | 18.05.1899 — 17.07.1962 | [ БС 3 ] [ ГС 12 ] [ НЛ 10 ]    |
| 13    | Яки́мов Алексей Петрович                                                                      | 22.07.1966            | авиация      | лётчик-испытатель ОКБ А. Н. Туполева | полковник                 | 06.02.1914 — 10.03.2006 | ——                              |
| 14    | Яки́мов Павел Никитович                                                                       | 20.06.1944            | авиация      | штурман самолёта 1-й транспортной авиационной дивизии Главного командования военно-воздушных сил Красной армии | капитан                   | 13.07.1910 — 05.03.1968 | [ БС 3 ] [ ГС 14 ] [ НЛ 11 ]    |
| 15    | Якимо́вич Николай Кондратьевич                                                                | 24.03.1945            | танкист      | командир танкового взвода 181-й танковой бригады 18-го танкового корпуса 53-й армии 2-го Украинского фронта | младший лейтенант         | 03.03.1919 — 12.02.2002 | [ БС 3 ] [ ГС 15 ] [ НЛ 12 ]    |
| 16    | Якимчу́к Александр Иванович укр. Якимчук Олександр Іванович                                   | 27.06.1945            | пехота       | командир роты 497-го стрелкового полка 135-й стрелковой дивизии 6-й армии 1-го Украинского фронта | лейтенант                 | 14.09.1923 — 31.07.2010 | [ БС 3 ] [ ГС 16 ] [ НЛ 13 ]    |
| 17    | Якове́нко Александр Свиридович укр. Яковенко Олександр Свиридович                             | 22.08.1944            | танкист      | механик-водитель танка М4А2 58-й гвардейской танковой бригады 8-го гвардейского танкового корпуса 2-й танковой армии 1-го Белорусского фронта) | гвардии младший сержант   | 20.08.1913 — 23.07.1944 | [ БС 4 ] [ ГС 17 ] [ НЛ 14 ]    |
| 18    | Якове́нко Василий Гордеевич укр. Яковенко Василь Гордійович                                   | 09.02.1944            | артиллерия   | командир батареи 76-мм пушек 262-го стрелкового полка 184-й стрелковой дивизии 39-й армии Калининского фронта | лейтенант                 | 18.08.1920 — 23.09.1943 | [ БС 4 ] [ ГС 18 ] [ НЛ 15 ]    |
| 19    | Якове́нко Илья Яковлевич укр. Яковенко Ілля Якович                                            | 16.05.1944            | пехота       | командир пулемётного расчёта пулемётной роты 691-го стрелкового полка 383-й стрелковой дивизии Отдельной Приморской армии | старший сержант           | 26.05.1900 — 20.11.1943 | [ БС 4 ] [ ГС 19 ] [ НЛ 16 ]    |
| 20    | Якове́нко Леонтий Игнатьевич укр. Яковенко Леонтій Гнатович                                   | 07.04.1940            | комиссар     | военком 68-го истребительного авиационного полка ВВС 13-й армии Северо-Западного фронта | батальонный комиссар      | 24.10.1909 — 29.03.1991 | ——                              |
| 21    | Якове́ц Василий Федотович укр. Яковець Василь Федотович                                       | 27.06.1945            | пехота       | стрелок 1194-го стрелкового полка 359-й стрелковой дивизии 6-й армии 1-го Украинского фронта | младший сержант           | 20.08.1921 — 11.08.1994 | [ БС 4 ] [ ГС 21 ] [ НЛ 17 ]    |
| 22    | Якови́цкий Александр Адамович укр. Яковицький Олександр Адамович                              | 10.04.1945            | авиация      | заместитель по воздушно-стрелковой службе командира 140-го гвардейского штурмового авиационного полка 8-й гвардейской штурмовой авиационной дивизии 1-го гвардейского штурмового авиационного корпуса 2-й воздушной армии 1-го Украинского фронта | гвардии майор             | 28.09.1908 — 14.07.1985 | [ БС 4 ] [ ГС 22 ] [ НЛ 18 ]    |
| 23    | Я́ковлев Александр Алексеевич                                                                 | 24.03.1945            | танкист      | командир танковой роты 26-й гвардейской танковой бригады 2-го гвардейского танкового корпуса 3-го Белорусского фронта | гвардии старший лейтенант | 15.07.1915 — 02.05.1946 | [ БС 4 ] [ ГС 23 ] [ НЛ 19 ]    |
| 24    | Я́ковлев Александр Иванович                                                                   | 29.06.1945            | авиация      | заместитель командира эскадрильи 565-го штурмового авиационного полка 224-й штурмовой авиационной дивизии 8-й воздушной армии 4-го Украинского фронта                                                                                             | старший лейтенант         | 10.06.1918 — 02.05.1989 | [ БС 5 ] [ ГС 24 ] [ НЛ 20 ]    |
| 25    | Я́ковлев Александр Никифорович                                                                | 20.05.1940            | авиация      | командир звена 1-го авиационного отряда Особой Северной авиационной группы Северного управления Главного управления гражданского воздушного флота                                                                                                 | —                         | 03.09.1908 — 15.11.1984 | [ БС 6 ] [ ГС 25 ] [ НЛ 21 ]    |
| 26    | Я́ковлев Алексей Александрович                                                                | 15.05.1946            | авиация      | заместитель командира и штурман эскадрильи 208-го штурмового авиационного полка 227-й штурмовой авиационной дивизии 8-й воздушной армии 4-го Украинского фронта                                                                                   | старший лейтенант         | 29.03.1923 — 05.06.1990 | [ БС 6 ] [ ГС 26 ] [ НЛ 22 ]    |
| 27    | Я́ковлев Алексей Владимирович                                                                 | 29.06.1945            | артиллерия   | командир 576-го артиллерийского полка 167-й стрелковой дивизии 107-го стрелкового корпуса 60-й армии 4-го Украинского фронта | подполковник              | 29.03.1919 — 10.10.1982 | [ БС 6 ] [ ГС 27 ] [ НЛ 23 ]    |
| 28    | Я́ковлев Алексей Трофимович                                                                   | 04.06.1944            | артиллерия   | командир дивизиона 951-го артиллерийского полка 391-й стрелковой дивизии 22-й армии 2-го Прибалтийского фронта | майор                     | 07.03.1920 — 18.01.1944 | [ БС 6 ] [ ГС 28 ] [ НЛ 24 ]    |
| 29    | Я́ковлев Василий Васильевич                                                                   | 24.03.1945            | пехота       | автоматчик 696-го стрелкового полка 383-й стрелковой дивизии 33-й армии 1-го Белорусского фронта | ефрейтор                  | 13.08.1925 — 30.07.1960 | [ БС 6 ] [ ГС 29 ] [ НЛ 25 ]    |
| 30    | Я́ковлев Василий Нестерович                                                                   | 10.01.1944            | артиллерия   | командир огневого взвода батареи 76-мм пушек 959-го стрелкового полка 309-й стрелковой дивизии 40-й армии Воронежского фронта | старший сержант           | 30.12.1916 — 11.07.1997 | [ БС 6 ] [ ГС 30 ] [ НЛ 26 ]    |
| 31    | Я́ковлев Василий Николаевич                                                                   | 21.03.1940            | артиллерия   | наводчик орудия 21-го корпусного тяжёлого артиллерийского полка 50-го стрелкового корпуса 7-й армии Северо-Западного фронта | заместитель политрука     | 21.04.1908 — 15.09.1987 | [ БС 6 ] [ ГС 31 ] [ НЛ 27 ]    |
| 32    | Я́ковлев Василий Фёдорович                                                                    | 10.04.1945            | пехота       | командир 340-го гвардейского стрелкового полка 121-й гвардейской стрелковой дивизии 13-й армии 1-го Украинского фронта | гвардии подполковник      | 23.02.1901 — 28.07.1971 | [ БС 7 ] [ ГС 32 ] [ НЛ 28 ]    |
| 33    | Я́ковлев Евгений Николаевич                                                                   | 18.08.1945            | авиация      | командир эскадрильи 19-го гвардейского бомбардировочного авиационного полка 2-й гвардейской бомбардировочной авиационной дивизии 18-й воздушной армии                                                                                             | гвардии майор             | 25.12.1919 — 14.05.1971 | [ БС 8 ] [ ГС 33 ] [ НЛ 29 ]    |
| 34    | Я́ковлев Евстафий Григорьевич чув. Яковлев Евстафий Григорьевич                               | 31.05.1945            | пехота       | командир роты 1054-го стрелкового полка 301-й стрелковой дивизии 9-го стрелкового корпуса 5-й ударной армии 1-го Белорусского фронта | старший лейтенант         | 27.04.1914 — 16.04.1945 | [ БС 8 ] [ ГС 34 ] [ НЛ 30 ]    |
| 35    | Я́ковлев Михаил Иванович                                                                      | 06.02.1942            | танкист      | командир взвода танков Т-26 86-го отдельного танкового батальона 55-й армии Ленинградского фронта | младший лейтенант         | 08.08.1910 — 22.07.1943 | [ БС 8 ] [ ГС 35 ] [ НЛ 31 ]    |
| 36    | Я́ковлев Михаил Павлович                                                                      | 29.08.1939            | танкист      | командир 11-й легкотанковой бригады 57-го особого корпуса 1-й армейской группы | комбриг                   | 18.11.1903 — 12.07.1939 | ——                              |
| 37    | Я́ковлев Николай Александрович                                                                | 15.01.1944            | пехота       | наводчик станкового пулемёта 221-го гвардейского стрелкового полка 77-й гвардейской стрелковой дивизии 61-й армии Центрального фронта | гвардии младший сержант   | 06.04.1924 — 02.10.1943 | [ БС 8 ] [ ГС 37 ] [ НЛ 32 ]    |
| 38    | Я́ковлев Николай Яковлевич                                                                    | 27.06.1945            | авиация      | командир эскадрильи 140-го гвардейского штурмового авиационного полка 8-й гвардейской штурмовой авиационной дивизии 1-го гвардейского штурмового авиационного корпуса 2-й воздушной армии 1-го Украинского фронта                                 | гвардии старший лейтенант | 26.04.1921 — 11.04.1993 | [ БС 8 ] [ ГС 38 ] [ НЛ 33 ]    |
| 39    | Я́ковлев Пётр Афанасьевич                                                                     | 24.03.1945            | пехота       | командир пулемётного расчёта 449-го стрелкового полка 144-й стрелковой дивизии 5-й армии 3-го Белорусского фронта | красноармеец              | 08.09.1925 — 18.10.1944 | [ БС 8 ] [ ГС 39 ] [ НЛ 34 ]    |
| 40    | Я́ковлев Сергей Хрисанфович                                                                   | 21.03.1940            | пехота       | стрелок 255-го стрелкового полка 123-й стрелковой дивизии 7-й армии Северо-Западного фронта | красноармеец              | 05.07.1912 — 27.02.1940 | [ БС 8 ] [ ГС 40 ] [ НЛ 35 ]    |
| 41    | Я́ковлев Тимофей Акимович                                                                     | 27.02.1945            | пехота       | командир пулемётного расчёта 447-го стрелкового полка 397-й стрелковой дивизии 61-й армии 1-го Белорусского фронта | младший сержант           | 25.02.1926 — 19.10.1985 | [ БС 9 ] [ ГС 41 ] [ НЛ 36 ]    |
| 42    | Я́ковлев Тимофей Алексеевич                                                                   | 24.03.1945            | артиллерия   | наводчик орудия 415-го отдельного истребительно-противотанкового дивизиона 184-й стрелковой дивизии 45-го стрелкового корпуса 5-й армии 3-го Белорусского фронта                                                                                  | младший сержант           | 02.06.1905 — 31.12.1974 | [ БС 10 ] [ ГС 42 ] [ НЛ 37 ]   |
| 43    | Яковче́нко Иван Ефимович укр. Яковченко Іван Юхимович                                         | 10.04.1945            | пехота       | помощник командира стрелкового взвода 359-го стрелкового полка 50-й стрелковой дивизии 73-го стрелкового корпуса 52-й армии 1-го Украинского фронта                                                                                               | старший сержант           | 10.03.1913 — 09.04.1979 | [ БС 10 ] [ ГС 43 ] [ НЛ 38 ]   |
| 44    | Яксарги́н Василий Владимирович                                                                | 27.06.1945            | танкист      | командир танкового батальона 91-й танковой бригады 9-го механизированного корпуса 3-й гвардейской танковой армии 1-го Украинского фронта | капитан                   | 26.04.1915 — 13.11.2009 | [ БС 10 ] [ ГС 44 ] [ НЛ 39 ]   |
| 45    | Яку́ба Антон Гурьевич укр. Якуба Антон Гурович                                                | 24.03.1945            | пехота       | стрелок 610-го стрелкового полка 203-й стрелковой дивизии 53-й армии 2-го Украинского фронта | красноармеец              | 10.12.1907 — 10.05.1985 | [ БС 10 ] [ ГС 45 ] [ НЛ 40 ]   |
| 46    | Яку́бин Иван Максимович                                                                       | 08.09.1945            | инженер      | командир отделения 132-го моторизованного штурмового инженерно-сапёрного батальона 15-й армии 2-го Дальневосточного фронта | старший сержант           | 23.03.1916 — 13.08.1945 | [ БС 10 ] [ ГС 46 ] [ НЛ 41 ]   |
| 47    | Яку́бов Гулям узб. Yoqubov Gʻulom                                                             | 24.03.1945            | пехота       | командир роты автоматчиков 556-го стрелкового полка 169-й стрелковой дивизии 3-й армии 1-го Белорусского фронта | капитан                   | 15.05.1915 — 24.06.1944 | [ БС 11 ] [ ГС 47 ] [ НЛ 42 ]   |
| 48    | Яку́бов Илья Фомич                                                                            | 22.02.1943            | авиация      | заместитель командира и штурман эскадрильи 653-го истребительного авиационного полка 274-й истребительной авиационной дивизии 3-й воздушной армии Калининского фронта                                                                             | лейтенант                 | 06.07.1919 — 18.09.1947 | [ БС 12 ] [ ГС 48 ] [ НЛ 43 ]   |
| 49    | Яку́бов Касым Бешимович узб. Yoqubov Qosim                                                    | 15.01.1944            | пехота       | помощник командира взвода 1323-го стрелкового полка 415-й стрелковой дивизии 61-й армии Центрального фронта | младший сержант           | 15.10.1911 — 09.11.1954 | [ БС 12 ] [ ГС 49 ] [ НЛ 44 ]   |
| 50    | Яку́бов Масим Разухунович                                                                     | 13.11.1943            | пехота       | стрелок 836-го стрелкового полка 240-й стрелковой дивизии 51-го стрелкового корпуса 38-й армии Воронежского фронта | красноармеец              | 10.03.1914 — 08.07.1974 | [ БС 12 ] [ ГС 50 ] [ НЛ 45 ]   |
| 51    | Яку́бов Осман кирг. Якубов (Жакыпов) Осмон (Якибов Осман)                                     | 22.07.1944            | пехота       | автоматчик 201-го гвардейского стрелкового полка 67-й гвардейской стрелковой дивизии 6-й гвардейской армии 1-го Прибалтийского фронта | гвардии ефрейтор          | 21.08.1911 — 22.06.1944 | [ БС 12 ] [ ГС 51 ] [ НЛ 46 ]   |
| 52    | Якубо́вский Иван Игнатьевич бел. Якубоўскі Іван Ігнацьевіч                                    | 10.01.1944 23.09.1944 | танкист      | командир 91-й отдельной танковой бригады 3-й гвардейской танковой армии 1-го Украинского фронта заместитель командира 6-го гвардейского танкового корпуса 1-го Украинского фронта                                                                 | гвардии полковник         | 07.01.1912 — 30.11.1976 | [ БС 12 ] [ ГС 52 ] [ НЛ 47 ]   |
| 53    | Якубо́вский Израиль Семёнович ивр. יעקובובסקי ישראל‎                                           | 16.05.1944            | пехота       | командир взвода противотанковых ружей 6-го гвардейского стрелкового полка 2-й гвардейской стрелковой дивизии 56-й армии Северо-Кавказского фронта                                                                                                 | гвардии младший лейтенант | 26.10.1924 — 10.04.1944 | [ БС 12 ] [ ГС 53 ] [ НЛ 48 ]   |
| 54    | Якубо́вский Пётр Григорьевич                                                                  | 26.10.1944            | авиация      | заместитель командира эскадрильи 31-го истребительного авиационного полка 295-й истребительной авиационной дивизии 17-й воздушной армии 3-го Украинского фронта                                                                                   | капитан                   | 05.07.1923 — 09.02.1995 | [ БС 13 ] [ ГС 54 ] [ НЛ 49 ]   |
| 55    | Якуне́нко Александр Иванович                                                                  | 23.02.1945            | авиация      | заместитель командира и штурман эскадрильи 198-го штурмового авиационного полка 233-й штурмовой авиационной дивизии 4-й воздушной армии 2-го Белорусского фронта                                                                                  | лейтенант                 | 18.03.1918 — 07.11.1993 | [ БС 14 ] [ ГС 55 ] [ НЛ 50 ]   |
| 56    | Яку́нин Алексей Тимофеевич                                                                    | 15.05.1946            | комиссар     | заместитель по политической части командира 54-го гвардейского кавалерийского полка 14-й гвардейской кавалерийской дивизии 7-го гвардейского кавалерийского корпуса 1-го Белорусского фронта                                                      | гвардии майор             | 05.04.1918 — 27.04.1945 | [ БС 14 ] [ ГС 56 ] [ НЛ 51 ]   |
| 57    | Яку́нин Пётр Алексеевич                                                                       | 15.01.1944            | пехота       | стрелок 954-го стрелкового полка 194-й стрелковой дивизии 48-й армии Центрального фронта | красноармеец              | 23.06.1903 — 10.09.1943 | [ БС 14 ] [ ГС 57 ] [ НЛ 52 ]   |
| 58    | Яку́пов Назым Мухаметзянович тат. Якупов Назыйм Мөхәммәтҗан улы                               | 18.12.1956            | танкист      | заместитель по политической части командира танкового батальона 71-го танкового полка 33-й гвардейской механизированной дивизии Отдельной механизированной армии                                                                                  | гвардии старший лейтенант | 07.07.1928 — 20.02.2009 | ——                              |
| 59    | Яку́пов Николай Якупович (Якупов Калимулла Якупович) тат. Якупов Кәлимулла Якуп улы           | 15.01.1944            | медики       | фельдшер медицинского пункта 58-го гвардейского кавалерийского полка 16-й гвардейской кавалерийской дивизии 7-го гвардейского кавалерийского корпуса 61-й армии Центрального фронта                                                               | гвардии старший лейтенант | 15.03.1920 — 01.02.1999 | [ БС 14 ] [ ГС 59 ] [ НЛ 53 ]   |
| 60    | Якурно́в Иван Федотович                                                                       | 26.10.1944            | авиация      | командир эскадрильи 92-го гвардейского штурмового авиационного полка 4-й штурмовой гвардейской авиационной дивизии 5-го штурмового авиационного корпуса 2-й воздушной армии 1-го Украинского фронта                                               | гвардии старший лейтенант | 07.11.1912 — 30.07.2000 | [ БС 14 ] [ ГС 60 ] [ НЛ 54 ]   |
| 61    | Я́кушев Анатолий Иванович укр. Якушев Анатолій Іванович                                       | 23.09.1944            | пехота       | командир батальона 1178-го стрелкового полка 350-й стрелковой дивизии 13-й армии 1-го Украинского фронта | капитан                   | 26.11.1914 — 20.06.1989 | [ БС 14 ] [ ГС 61 ] [ НЛ 55 ]   |
| 62    | Я́кушев Борис Гаврилович                                                                      | 17.11.1943            | артиллерия   | командир самоходно-артиллерийской установки СУ-76 1894-го самоходного артиллерийского полка 7-го гвардейского танкового корпуса 3-й гвардейской танковой армии 1-го Украинского фронта                                                            | лейтенант                 | 07.07.1923 — 28.11.1943 | [ БС 15 ] [ ГС 62 ] [ НЛ 56 ]   |
| 63    | Якуше́нко Иван Фёдорович                                                                      | 07.04.1940            | комиссар     | политрук роты 733-го стрелкового полка 136-й стрелковой дивизии 13-й армии Северо-Западного фронта | политрук                  | 24.10.1906 — 1942       | [ БС 16 ] [ ГС 63 ] [ НЛ 57 ]   |
| 64    | Я́кушкин Георгий Трофимович                                                                   | 16.10.1943            | инженер      | сапёр сапёрного взвода 78-го стрелкового полка 74-й стрелковой дивизии 13-й армии Центрального фронта | красноармеец              | 28.05.1923 — 24.01.1944 | [ БС 16 ] [ ГС 64 ] [ НЛ 58 ]   |
| 65    | Я́кушкин Иван Игнатьевич                                                                      | 15.05.1946            | танкист      | командир танкового батальона 46-й гвардейской танковой бригады 9-го гвардейского механизированного корпуса 6-й гвардейской танковой армии 2-го Украинского фронта                                                                                 | гвардии капитан           | 29.10.1918 — 11.01.1945 | [ БС 16 ] [ ГС 65 ] [ НЛ 59 ]   |
| 66    | Ялово́й Иван Павлович укр. Яловий Іван Павлович                                               | 15.05.1946            | авиация      | командир эскадрильи 745-го бомбардировочного авиационного полка 221-й бомбардировочной авиационной дивизии 16-й воздушной армии 1-го Белорусский фронта                                                                                           | гвардии майор             | 08.01.1919 — 15.06.2006 | [ БС 16 ] [ ГС 66 ] [ НЛ 60 ]   |
| 67    | Ялово́й Фёдор Степанович укр. Яловий Федір Степанович                                         | 05.11.1944            | авиация      | штурман 15-го гвардейского бомбардировочного авиационного полка 4-й гвардейской авиационной дивизии Авиации дальнего действия | гвардии майор             | 21.05.1917 — 16.06.2003 | [ БС 16 ] [ ГС 67 ] [ НЛ 61 ]   |
| 68    | Ялу́гин Павел Владимирович                                                                    | 19.03.1944            | пехота       | старший адъютант и исполняющий должность командира батальона 120-го гвардейского стрелкового полка 39-й гвардейской стрелковой дивизии 8-й гвардейской армии 3-го Украинского фронта                                                              | гвардии капитан           | 21.09.1910 — 22.03.1990 | [ БС 16 ] [ ГС 68 ] [ НЛ 62 ]   |
| 69    | Ямалетди́нов Шагий Ямалетдинович баш. Ямалетдинов Шаһый Ямалетдин улы                         | 15.05.1946            | танкист      | командир орудия танка 41-й гвардейской танковой бригады 7-го механизированного корпуса 2-го Украинского фронта | гвардии старшина          | 20.04.1914 — 28.05.1968 | [ БС 17 ] [ ГС 69 ] [ НЛ 63 ]   |
| 70    | Я́мушев Григорий Яковлевич                                                                    | 24.03.1945            | связисты     | командир 167-го отдельного гвардейского батальона связи 108-й гвардейской стрелковой дивизии 46-й армии 2-го Украинского фронта | гвардии капитан           | 10.08.1918 — 11.02.1978 | [ БС 18 ] [ ГС 70 ] [ НЛ 64 ]   |
| 71    | Ямщико́в Александр Васильевич                                                                 | 03.06.1944            | пехота       | командир отделения разведывательного взвода 312-го гвардейского стрелкового полка 109-й гвардейской стрелковой дивизии 28-й армии 3-го Украинского фронта                                                                                         | гвардии старшина          | 17.08.1923 — 27.10.1987 | [ БС 18 ] [ ГС 71 ] [ НЛ 65 ]   |
| 72    | Яна́лов Андрей Михайлович                                                                     | 19.04.1945            | комиссар     | комсорг батальона 997-го стрелкового полка 263-й стрелковой дивизии 43-й армии 3-го Белорусского фронта | младший лейтенант         | 06.08.1920 — 06.04.1945 | [ БС 18 ] [ ГС 72 ] [ НЛ 66 ]   |
| 73    | Яне́вич Николай Иванович укр. Яневич Микола Іванович                                          | 10.04.1945            | пехота       | командир стрелкового взвода 248-го стрелкового полка 31-й стрелковой дивизии 52-й армии 1-го Украинского фронта | лейтенант                 | 23.10.1919 — 05.11.1957 | [ БС 18 ] [ ГС 73 ] [ НЛ 67 ]   |
| 74    | Яни́цкий Василий Иванович                                                                     | 12.08.1942            | авиация      | командир звена 52-го ближнебомбардировочного авиационного полка 76-й смешанной авиационной дивизии ВВС Юго-Западного фронта | младший лейтенант         | 28.02.1916 — 30.12.1992 | [ БС 18 ] [ ГС 74 ] [ НЛ 68 ]   |
| 75    | Янко́ Михаил Егорович                                                                         | 14.09.1945            | авиация      | командир звена 37-го штурмового авиационного полка 12-й штурмовой авиационной дивизии ВВС Тихоокеанского флота | младший лейтенант         | 18.08.1922 — 10.08.1945 | [ БС 19 ] [ ГС 75 ] [ НЛ 69 ]   |
| 76    | Янко́в Николай Павлович                                                                       | 16.10.1943            | артиллерия   | командир дивизиона 886-го артиллерийского полка 322-й стрелковой дивизии 13-й армии Центрального фронта | капитан                   | 06.12.1918 — 22.10.1953 | [ БС 20 ] [ ГС 76 ] [ НЛ 70 ]   |
| 77    | Янко́вский Степан Григорьевич                                                                 | 23.02.1945            | авиация      | заместитель командира эскадрильи 6-го гвардейского отдельного штурмового авиационного полка 3-й воздушной армии 1-го Прибалтийского фронта | гвардии старший лейтенант | 08.08.1922 — 17.09.1994 | [ БС 20 ] [ ГС 77 ] [ НЛ 71 ]   |
| 78    | Яно́вский Иван Иванович                                                                       | 05.11.1944            | авиация      | штурман эскадрильи 8-го гвардейского авиационного полка 8-й гвардейской авиационной дивизии Авиации дальнего действия | гвардии старший лейтенант | 16.01.1919 — 24.11.2006 | [ БС 20 ] [ ГС 78 ] [ НЛ 72 ]   |
| 79    | Янтими́ров Булат Янбулатович тат. Янтимеров Булат Янбулат улы                                 | 22.07.1944            | пехота       | заместитель по строевой части командира батальона 938-го стрелкового полка 306-й стрелковой дивизии 43-й армии 1-го Прибалтийского фронта | капитан                   | 1915 — 26.06.1944       | [ БС 20 ] [ ГС 79 ] [ НЛ 73 ]   |
| 80    | Янушко́вский Иван Иванович бел. Янушкоўскі Іван Іванавіч                                      | 24.03.1945            | артиллерия   | временно исполняющий должность командира 254-го миномётного полка 27-й миномётной бригады 5-й гвардейской артиллерийской дивизии прорыва РГК в составе войск 2-го Украинского фронта                                                              | гвардии майор             | 15.05.1913 — 18.09.1944 | [ БС 20 ] [ ГС 80 ] [ НЛ 74 ]   |
| 81    | Я́нцев Пётр Илларионович                                                                      | 22.02.1944            | пехота       | помощник командира взвода 276-го гвардейского стрелкового полка 92-й гвардейской стрелковой дивизии 37-й армии Степного фронта | гвардии старший сержант   | 15.10.1908 — 29.10.1943 | [ БС 20 ] [ ГС 81 ] [ НЛ 75 ]   |
| 82    | Я́нченко Вячеслав Михайлович                                                                  | 06.06.1973            | авиация      | командир экипажа воздушного судна Ту-104 Северо-Западного управления гражданской авиации Министерства гражданской авиации СССР | —                         | род. 19.03.1938         | ——                              |
| 83    | Ярёменко Евгений Михайлович                                                                  | 27.06.1945            | авиация      | заместитель командира эскадрильи 5-го гвардейского истребительного авиационного полка 11-й гвардейской истребительной авиационной дивизии 2-й воздушной армии 1-го Украинского фронта                                                             | гвардии капитан           | 19.01.1916 — 25.01.1975 | [ БС 20 ] [ ГС 83 ] [ НЛ 76 ]   |
| 84    | Яремчу́к Василий Максимович укр. Яремчук Василь Максимович                                    | 07.03.1943            | партизан     | активный участник партизанской борьбы на Украине, командир группы подрывников Харьковского партизанского отряда имени Котовского | —                         | 13.02.1910 — 27.04.1991 | [ БС 21 ] [ ГС 84 ] [ НЛ 77 ]   |
| 85    | Яремчу́к Дмитрий Онуфриевич укр. Яремчук Дмитро Онуфрійович                                   | 24.03.1945            | танкист      | командир роты танков Т-34 203-го танкового батальона 89-й танковой бригады 1-го танкового корпуса 2-й гвардейской армии 1-го Прибалтийского фронта                                                                                                | лейтенант                 | 06.11.1914 — 22.08.1955 | [ БС 22 ] [ ГС 85 ] [ НЛ 78 ]   |
| 86    | Я́ржин Генрих Генрихович                                                                      | 17.10.1943            | пехота       | командир взвода 212-го гвардейского стрелкового полка 75-й гвардейской стрелковой дивизии 60-й армии Центрального фронта | гвардии младший лейтенант | 11.04.1924 — 25.09.1943 | [ БС 22 ] [ ГС 86 ] [ НЛ 79 ]   |
| 87    | Я́ркин Иван Петрович                                                                          | 24.04.1944            | танкист      | механик-водитель танка Т-34 45-й гвардейской танковой бригады 11-го гвардейского танкового корпуса 1-й танковой армии 1-го Украинского фронта | гвардии старшина          | 1919 — 06.01.1944       | [ БС 22 ] [ ГС 87 ] [ НЛ 80 ]   |
| 88    | Ярма́к Сергей Фёдорович укр. Ярмак Сергій Федорович                                           | 19.03.1944            | пехота       | командир миномётного расчёта 78-го гвардейского стрелкового полка 25-й гвардейской стрелковой дивизии 6-й армии Юго-Западного фронта | гвардии младший сержант   | 30.03.1923 — 22.02.1944 | [ БС 22 ] [ ГС 88 ] [ НЛ 81 ]   |
| 89    | Яровико́в Иван Максимович                                                                     | 22.02.1944            | артиллерия   | командир огневого взвода 53-го гвардейского артиллерийского полка 25-й гвардейской стрелковой дивизии 6-й армии Юго-Западного фронта | гвардии лейтенант         | 30.09.1920 — 11.05.1945 | [ БС 22 ] [ ГС 89 ] [ НЛ 82 ]   |
| 90    | Ярово́й Артемий Сергеевич                                                                     | 08.09.1945            | пехота       | командир батальона 214-го стрелкового полка 12-й стрелковой дивизии 2-й армии 2-го Дальневосточного фронта | капитан                   | 02.11.1908 — 21.08.1994 | [ БС 22 ] [ ГС 90 ] [ НЛ 83 ]   |
| 91    | Ярово́й Григорий Васильевич укр. Яровий Григорій Васильович                                   | 13.09.1944            | инженер      | командир отделения 11-го отдельного гвардейского сапёрного батальона 15-й гвардейской стрелковой дивизии 57-го стрелкового корпуса 37-й армии 3-го Украинского фронта                                                                             | гвардии старший сержант   | 14.11.1916 — 29.02.1988 | [ БС 22 ] [ ГС 91 ] [ НЛ 84 ]   |
| 92    | Ярово́й Пётр Павлович укр. Яровий Петро Павлович                                              | 13.09.1944            | пехота       | стрелок 929-го стрелкового полка 254-й стрелковой дивизии 52-й армии 2-го Украинского фронта | красноармеец              | 01.10.1917 — 09.01.1984 | [ БС 23 ] [ ГС 92 ] [ НЛ 85 ]   |
| 93    | Ярово́й Фёдор Карпович укр. Яровий Федір Карпович                                             | 31.05.1945            | артиллерия   | командир орудия 31-го гвардейского артиллерийского полка 12-й гвардейской стрелковой дивизии 61-й армии 1-го Белорусского фронта | гвардии старший сержант   | 28.02.1922 — 20.06.1992 | [ БС 24 ] [ ГС 93 ] [ НЛ 86 ]   |
| 94    | Ярово́й Филипп Степанович укр. Яровий Пилип Степанович                                        | 23.11.1942            | авиация      | командир эскадрильи 131-го истребительного авиационного полка 217-й истребительной авиационной дивизии 4-й воздушной армии Закавказского фронта                                                                                                   | лейтенант                 | 1919 — 12.09.1942       | [ БС 24 ] [ ГС 94 ] [ НЛ 87 ]   |
| 95    | Яросла́вцев Александр Егорович                                                                | 22.02.1944            | связисты     | командир телефонного взвода отдельной роты связи 110-й гвардейской стрелковой дивизии 37-й армии Степного фронта | гвардии лейтенант         | 03.11.1909 — 14.11.1972 | [ БС 24 ] [ ГС 95 ] [ НЛ 88 ]   |
| 96    | Яросла́вцев Сергей Иванович                                                                   | 27.02.1945            | танкист      | командир танка Т-34 257-го танкового батальона 108-й танковой бригады 9-го танкового корпуса 1-го Белорусского фронта | младший лейтенант         | 06.07.1921 — 12.01.1986 | [ БС 24 ] [ ГС 96 ] [ НЛ 89 ]   |
| 97    | Яро́цкий Иван Михайлович                                                                      | 14.09.1945            | морской флот | командир роты автоматчиков 390-го батальона морской пехоты 13-й бригады морской пехоты Тихоокеанского флота | старший лейтенант         | 18.06.1916 — 25.07.1980 | [ БС 24 ] [ ГС 97 ] [ НЛ 90 ]   |
| 98    | Я́рош Отакар чеш. Otakar Jaroš (Ярош Отакар Францевич)                                        | 17.04.1943            | пехота       | командир роты 1-го отдельного чехословацкого пехотного батальона в составе 25-й гвардейской стрелковой дивизии 3-й танковой армии Воронежского фронта                                                                                             | надпоручик                | 01.08.1912 — 08.03.1943 | [ БС 25 ] [ ГС 98 ] [ НЛ 91 ]   |
| 99    | Я́рцев Владимир Егорович                                                                      | 18.12.1956            | авиация      | начальник связи эскадрильи 880-го гвардейского бомбардировочного авиационного полка 177-й гвардейской бомбардировочной авиационной дивизии Особого корпуса                                                                                        | гвардии старший лейтенант | 15.10.1924 — 08.11.1956 | ——                              |
| 100   | Я́рцев Павел Петрович                                                                         | 16.10.1943            | комиссар     | парторг батальона 1085-го гвардейского стрелкового полка 322-й стрелковой дивизии 13-й армии Центрального фронта | старший лейтенант         | 25.07.1916 — 06.09.1943 | [ БС 24 ] [ ГС 100 ] [ НЛ 92 ]  |
| 101   | Ясно́в Иван Макарович                                                                         | 31.05.1945            | танкист      | командир танка Т-34 36-й танковой бригады 11-го танкового корпуса 1-го Белорусского фронта | младший лейтенант         | 11.04.1924 — 28.12.1946 | [ БС 26 ] [ ГС 101 ] [ НЛ 93 ]  |
| 102   | Ястреби́нский Николай Дмитриевич укр. Ястребинський Микола Дмитрович                          | 20.12.1943            | комиссар     | заместитель по политической части командира 7-го отдельного моторизированного понтонно-мостового батальона 7-й гвардейской армии Степного фронта                                                                                                  | капитан                   | 14.12.1912 — 16.12.1978 | [ БС 27 ] [ ГС 102 ] [ НЛ 94 ]  |
| 103   | Я́стребов Александр Георгиевич                                                                | 22.02.1943            | комиссар     | военный комиссар 184-го отдельного сапёрного батальона 7-й отдельной армии | политрук                  | 23.08.1905 — 13.11.1941 | [ БС 27 ] [ ГС 103 ] [ НЛ 95 ]  |
| 104   | Я́стребов Василий Петрович                                                                    | 24.03.1945            | пехота       | помощник командира взвода 30-го стрелкового полка 102-й стрелковой дивизии 48-й армии 1-го Белорусского фронта | старший сержант           | 17.04.1907 — 23.03.1945 | [ БС 27 ] [ ГС 104 ] [ НЛ 96 ]  |
| 105   | Я́стребцев Виктор Иванович (Ястребцо́в Виктор Иванович)                                        | 23.09.1944            | пехота       | помощник командира взвода 1178-го стрелкового полка 350-й стрелковой дивизии 13-й армии 1-го Украинского фронта | сержант                   | 08.04.1919 — 20.02.1944 | [ БС 27 ] [ ГС 105 ] [ НЛ 97 ]  |
| 106   | Яхно́в Геннадий Михайлович                                                                    | 22.08.1944            | авиация      | заместитель командира и штурман 33-го истребительного авиационного полка 106-й истребительной авиационной дивизии Северного фронта ПВО | майор                     | 30.08.1918 — 30.08.2014 | [ БС 27 ] [ ГС 106 ] [ НЛ 98 ]  |
| 107   | Яхого́ев Михаил Ардашукович (Яхогоев Михаил Ардошукович) кабард.-черк. Яхэгуауэ Михаил (Мышэ) | 16.10.1943            | связисты     | телефонист миномётной батареи 360-го стрелкового полка 74-й стрелковой дивизии 13-й армии Центрального фронта | ефрейтор                  | 15.09.1919 — 19.02.1990 | [ БС 27 ] [ ГС 107 ] [ НЛ 99 ]  |
| 108   | Яцене́вич Виктор Антонович лит. Jacenevičius Viktoras                                         | 04.06.1944            | связисты     | телефонист роты связи 156-го стрелкового полка 16-й стрелковой дивизии 48-й армии Центрального фронта | красноармеец              | 18.05.1924 — 05.07.1943 | [ БС 28 ] [ ГС 108 ] [ НЛ 100 ] |
| 109   | Яце́нко Николай Лаврентьевич                                                                  | 22.02.1944            | танкист      | командир взвода танков Т-34 39-й танковой бригады 23-го танкового корпуса Юго-Западного фронта | лейтенант                 | 19.05.1923 — 14.10.1943 | [ БС 28 ] [ ГС 109 ] [ НЛ 101 ] |
| 110   | Яце́нко Павел Васильевич укр. Яценко Павло Васильович                                         | 26.10.1944            | артиллерия   | наводчик орудия 378-го истребительно-противотанкового артиллерийского полка 70-й армии 1-го Белорусского фронта | сержант                   | 30.10.1920 — 08.10.1993 | [ БС 28 ] [ ГС 110 ] [ НЛ 102 ] |
| 111   | Яце́нко Пётр Григорьевич                                                                      | 17.10.1943            | пехота       | стрелок 212-го гвардейского стрелкового полка 75-й гвардейской стрелковой дивизии 30-го стрелкового корпуса 60-й армии Центрального фронта | гвардии красноармеец      | 14.08.1925 — 30.07.1993 | [ БС 28 ] [ ГС 111 ] [ НЛ 103 ] |
| 112   | Яцко́вский Серафим Вадимович                                                                  | 18.08.1945            | авиация      | заместитель командира эскадрильи 164-го гвардейского отдельного разведывательного авиационного полка 4-й воздушной армии 2-го Белорусского фронта                                                                                                 | гвардии капитан           | 02.01.1917 — 15.04.1998 | [ БС 28 ] [ ГС 112 ] [ НЛ 104 ] |
| 113   | Яцуне́нко Иван Карпович укр. Яцуненко Іван Карпович                                           | 04.06.1954            | пехота       | стрелок 844-го стрелкового полка 267-й стрелковой дивизии 51-й армии 4-го Украинского фронта | красноармеец              | 15.03.1923 — 10.02.1983 | ——                              |
| 114   | Ячменёв Григорий Егорович                                                                    | 17.11.1943            | танкист      | наводчик миномёта мотострелкового батальона 69-й механизированной бригады 9-го механизированного корпуса 3-й гвардейской танковой армии Воронежского фронта                                                                                       | красноармеец              | 09.01.1915 — 12.04.1991 | [ БС 28 ] [ ГС 114 ] [ НЛ 105 ] |
| 115   | Я́чник Сергей Фёдорович укр. Ячнік Сергій Федорович                                           | 21.03.1940            | танкист      | командир взвода танков Т-28 90-го отдельного танкового батальона 20-й тяжёлой танковой бригады 7-й армии Северо-Западного фронта | лейтенант                 | 12.09.1917 — 23.08.2010 | [ БС 28 ] [ ГС 115 ] [ НЛ 106 ] |
| 116   | Я́шин Виктор Николаевич                                                                       | 26.10.1944            | авиация      | командир эскадрильи 133-го истребительного авиационного полка 234-й истребительной авиационной дивизии 6-го истребительного авиационного корпуса 16-й воздушной армии 1-го Белорусского фронта                                                    | капитан                   | 29.01.1922 — 28.10.1952 | [ БС 29 ] [ ГС 116 ] [ НЛ 107 ] |
| 117   | Я́шин Георгий Филиппович                                                                      | 21.07.1944            | пехота       | командира отделения 134-го гвардейского стрелкового полка 45-й гвардейской стрелковой дивизии 21-й армии Ленинградского фронта | гвардии старшина          | 17.04.1907 — 12.09.1957 | [ БС 30 ] [ ГС 117 ] [ НЛ 108 ] |
| 118   | Я́шин Иван Васильевич                                                                         | 17.10.1943            | пехота       | парторг батальона 605-го стрелкового полка 132-й стрелковой дивизии 60-й армии Центрального фронта | капитан                   | 19.01.1919 — 26.10.1966 | [ БС 30 ] [ ГС 118 ] [ НЛ 109 ] |
| 119   | Я́шин Николай Иванович                                                                        | 24.03.1945            | пехота       | командир конного взвода разведки 830-го стрелкового полка 238-й стрелковой дивизии 50-й армии 2-го Белорусского фронта | старший лейтенант         | 23.02.1922 — 28.06.1944 | [ БС 30 ] [ ГС 119 ] [ НЛ 110 ] |
| 120   | Я́шнев Алексей Степанович                                                                     | 10.04.1945            | пехота       | командир взвода 248-го стрелкового полка 31-й стрелковой дивизии 78-го стрелкового корпуса 52-й армии 1-го Украинского фронта | лейтенант                 | 25.02.1906 — 25.01.1945 | [ БС 30 ] [ ГС 120 ] [ НЛ 111 ] |
| 121   | Я́щенко Иван Григорьевич укр. Ященко Іван Григорович                                          | 24.03.1945            | пехота       | командир взвода автоматчиков 738-го стрелкового полка 134-й стрелковой дивизии 69-й армии 1-го Белорусского фронта | гвардии младший лейтенант | 15.06.1918 — 10.02.1998 | [ БС 30 ] [ ГС 121 ] [ НЛ 112 ] |
| 122   | Я́щенко Николай Иванович                                                                      | 24.03.1945            | пехота       | временно исполняющий должность командира 214-го гвардейского стрелкового полка 73-й гвардейской стрелковой дивизии 57-й армии 3-го Украинского фронта                                                                                             | гвардии майор             | 31.10.1919 — 08.06.2001 | [ БС 30 ] [ ГС 122 ] [ НЛ 113 ] |
| 123   | Ящу́к Ростислав Давыдович укр. Ящук Ростислав Давидович                                       | 04.02.1944            | авиация      | старший лётчик-наблюдатель 47-го гвардейского отдельного авиационного полка дальних разведчиков Главного командования военно-воздушных сил Красной Армии                                                                                          | гвардии старший лейтенант | 04.01.1915 — 24.02.1985 | [ БС 30 ] [ ГС 123 ] [ НЛ 114 ] |